# اد داواس صغیر
اد داواس صغیر در عربستان سعودی است که در استان مکه واقع شده‌است.